# Oncidium decorum
Oncidium decorum är en orkidéart som beskrevs av Willibald Königer. Oncidium decorum ingår i släktet Oncidium och familjen orkidéer. Inga underarter finns listade i Catalogue of Life.